# Свиридов, Георгий Васильевич
Гео́ргий Васи́льевич Свири́дов (3 [16] декабря 1915, Фатеж, Курская губерния, Российская империя — 6 января 1998, Москва, Россия) — советский и российский композитор и пианист, общественный деятель, представитель «новой фольклорной волны».
Герой Социалистического Труда (1975), народный артист СССР (1970), лауреат Ленинской премии (1960), Сталинской премии первой степени (1946), двух Государственных премий СССР (1968, 1980), Государственной премии Российской Федерации (1994) и премии президента Российской Федерации (1997)  

## Биография
Георгий Свиридов родился в Фатеже (ныне в Курской области). Его отец был почтовым служащим, отчим — печником, а мать — учителем. Отец, Василий Свиридов, сторонник большевиков в Гражданской войне, погиб, когда сыну было 3 года. Далёкие предки композитора были выходцами из Воронежской губернии, переселившимися в село Нижневыгорное Тимского уезда Курской губернии.
В 1924 году семья переехала в Курск, где Георгий продолжал учиться в начальной школе и где началось его страстное увлечение литературой. Постепенно на первое место в кругу его интересов стала выдвигаться музыка. С девяти лет учился играть на своём первом музыкальном инструменте — фортепиано. Но вскоре юного Свиридова заинтересовала балалайка. Учась подбирать на слух, демонстрировал такой талант, что был принят в местный ансамбль народных инструментов. С 1929 по 1932 год учился в музыкальной школе (ныне Детская школа искусств № 1 им. Г. В. Свиридова) у В. Уфимцевой и М. Крутянского. По совету последнего в 1932 году переехал в Ленинград, где занимался по классу фортепиано у И. Браудо и по классу композиции у М. Юдина в Центральном музыкальном техникуме (ныне Санкт-Петербургское музыкальное училище имени М. П. Мусоргского), который окончил в 1936 году.
С 1936 по 1941 годы учился в Ленинградской консерватории в классе композиции П. Рязанова и Д. Шостаковича. В 1937 году был принят в Союз композиторов СССР.
Мобилизованный в 1941 году, спустя несколько дней после окончания консерватории, был отправлен в Ленинградское военное училище воздушного наблюдения, оповещения и связи (ВНОС) (ныне филиал Военно-космической академии им. А. Ф. Можайского), перебазированное в августе 1941 в Бирск Башкирской АССР, но в конце года был комиссован по состоянию здоровья.
До 1944 года жил в Новосибирске, куда была эвакуирована Ленинградская филармония. Как и другие композиторы, писал военные песни, из которых самой известной стала «Песня смелых» на стихи А. Суркова. Кроме того, писал музыку для спектаклей эвакуированных в Сибирь театров, в том числе к музыкальной комедии «Раскинулось море широко» (1943), поставленной в находившемся в Барнауле московском Камерном театре.
В 1944 году возвратился в Ленинград, а в 1956 году поселился в Москве. Писал симфонии, концерты, оратории, кантаты, песни и романсы.
С 1957 года — член правления Союза композиторов СССР, в 1962—1974 годах — секретарь, в 1968—1973 — первый секретарь правления Союза композиторов РСФСР. Депутат Верховного Совета РСФСР VII, VIII, IX, X, XI созывов.
В 1958 году за подписью Г. Свиридова в газете «Правда» (№ 260 от 17 сентября) была опубликована статья «Искоренять пошлость в музыке», в которой М. Бернес обвинялся в пошлости и пренебрежительном отношении к вокальной технике:

Пластинки, «напетые» им, распространены миллионными тиражами, являя собою образец пошлости, подмены естественного пения унылым говорком или многозначительным шёпотом. Этому артисту мы во многом обязаны воскрешением отвратительных традиций «воровской романтики» — от куплетов «Шаланды полные кефали» до слезливой песенки рецидивиста Огонька из фильма «Ночной патруль». В народе всегда считали запевалой того, кто обладает красивым голосом и истинной музыкальностью. Почему же к исполнению эстрадных песен у нас всё чаще привлекают безголосых актёров кино и драмы, возрождающих к тому же пошлую манеру ресторанного пения?

В июне 1974 года на Фестивале русской и советской песни, проходившем во Франции, местная печать представила композитора своей искушённой публике как «наиболее поэтичного из современных советских композиторов».
В 1991 году стал одним из инициаторов создания Петровской академии наук и искусств.
В последние годы композитор много болел. Скончался 6 января 1998 года в Москве от обширного инфаркта. Гражданская панихида и похороны состоялись 9 января в Москве. После отпевания в храме Христа Спасителя был похоронен на Новодевичьем кладбище.

### Семья
Ещё будучи студентом, композитор женился на пианистке Валентине Токаревой, в 1940 у них родился сын Сергей. Брак продлился недолго, уже в 1944 году он ушёл из семьи к юной Аглае Корниенко. Через 4 года родился второй сын, Георгий-младший, сразу после рождения которого Георгий Васильевич переехал к своей третьей жене Эльзе Густавовне Клазер. Пережил обоих своих сыновей. Сергей покончил жизнь самоубийством в 16 лет, после чего у композитора случился первый инфаркт. Сын Георгий скончался 30 декабря 1997 года от хронического заболевания. Эту новость композитор так и не узнал — супруга собиралась сообщить ему о ней тогда, когда он окрепнет после недавнего инфаркта. Но через неделю после смерти младшего сына, 6 января 1998 года Свиридов скончался.

## Творчество
Свои первые сочинения — ставший знаменитым цикл лирических романсов на стихи А. С. Пушкина — композитор написал ещё в 1935 году.
В период учёбы в Ленинградской консерватории (с 1936 по 1941 год) экспериментировал с разными жанрами и разными типами композиции. Написал Концерт для фортепиано № 1 (1936—1939), Симфонию № 1 (1937) и камерную симфонию для струнных инструментов (1940). Стиль Свиридова на ранних этапах его творчества значительно изменился. Первые произведения были написаны в стиле классической, романтической музыки и были похожи на работы немецких романтиков. Позже многие сочинения писались под влиянием его учителя Д. Д. Шостаковича, но также, например, в Первой партите для фортепиано, заметно внимание композитора к музыкальному языку П. Хиндемита.
Начиная с середины 1950-х годов, обрёл свой яркий самобытный стиль и старался писать произведения, которые носили исключительно русский характер. Из времён года Свиридов больше всего любил зиму, полагая, что зима — это «время, когда Россия особенно ярко выражает своё естество». Свежие и прекрасные северные зимы композитор с особым вдохновением музыкально иллюстрировал в своих произведениях.
В 1964 году написал музыку (вальс, марш и романс) к фильму «Метель» по прозе А. С. Пушкина, которая понравилась слушателям, часто исполнялась в радио- и телепрограммах. В 1974 году по совету жены Эльзы Густавовны, знатока и ценителя его творчества, сделал основательную редакцию партитуры. Произведение получило статус как самостоятельное и стало называться «Музыкальные иллюстрации к повести А. С. Пушкина „Метель“». Мировую известность получило в исполнении симфонического оркестра под управлением В. И. Федосеева. Критики обращали внимание, что в первой части иллюстраций свиридовская «Тройка» бежит зимой, что ощущается в музыке «непостижимым образом». В том же 1964 году первым из композиторов написал кантату на стихи Б. Л. Пастернака «Снег идёт», в которой всего на двух нотах нарисовал завораживающую музыкальную картину тихого снегопада за окном. Картины ушедшей в историю России, лирический образ её старины воссозданы композитором во фрагменте «Поёт зима» из Поэмы памяти С. А. Есенина. Для «Гимна Родине» выбрал стихотворение Ф. К. Сологуба «Где грустят леса дремливые, изнурённые морозами…», посвящённое русскому Северу. В 1965 году написал сюиту «Время, вперёд!», аккорды которой стали позывными для заставки информационной программы «Время» на Первой программе Центрального телевидения СССР, впервые вышедшей в эфир 1 января 1968 года.
С родным краем композитора связан хоровой цикл «Курские песни». Это произведение дало определение новому направлению в русской музыке, получившему название «новая фольклорная волна», в русле которой работали и композиторы-«шестидесятники» — Р. К. Щедрин, Н. Н. Сидельников, С. М. Слонимский, В. А. Гаврилин и другие.
Музыка композитора долго оставалась малоизвестна на Западе, но в России его работы пользовались грандиозным успехом у критиков и слушателей за их простые, но тонкие по форме лирические мелодии, масштаб, мастерскую инструментовку и ярко выраженный национальный характер. Композитор продолжал и развивал опыт русских классиков, прежде всего М. П. Мусоргского, обогащая его достижениями XX столетия. Он использовал традиции старинного канта, обрядовых попевок, знаменного пения, а в то же время — и современной городской массовой песни. Творчество сочетает в себе новизну, самобытность музыкального языка, отточенность, изысканную простоту, глубокую духовность и выразительность.

## Награды и звания
- Герой Социалистического Труда (1975) — за выдающиеся заслуги в развитии советского музыкального искусства и в связи с шестидесятилетием со дня рождения[15]
- Народный артист РСФСР (1963)
- Народный артист СССР (1970)
- Ленинская премия (1960) — за «Патетическую ораторию» на слова В. В. Маяковского
- Сталинская премия первой степени (1946) — за выдающиеся работы в области искусства и литературы за 1945 год в области музыки (Произведения малых форм) — за трио для фортепиано, скрипки и виолончели[16]
- Государственная премия СССР (1968) в области литературы, искусства и архитектуры (в области музыки и концертно-исполнительской деятельности) — за «Курские песни» для хора и оркестра"[17]
- Государственная премия СССР (1980) в области литературы, искусства и архитектуры — за концерт для хора «Пушкинский венок»[18]
- Государственная премия Российской Федерации (1994) в области литературы и искусства (в области музыкального искусства) — за «Песнопения и молитвы» для большого смешанного хора[19]
- Премия Президента Российской Федерации (1997) в области литературы и искусства[20]
- Орден «За заслуги перед Отечеством» II степени (1995) — за создание высокохудожественных произведений отечественной культуры и выдающийся вклад в мировое музыкальное искусство[21]
- Четыре ордена Ленина (1965, 1971, 1975, 1985)
- Медаль «За доблестный труд. В ознаменование 100-летия со дня рождения Владимира Ильича Ленина»
- Медаль «За доблестный труд в Великой Отечественной войне 1941—1945 гг.»
- Медаль «В память 850-летия Москвы»
- Орден Свободы 2-й степени (Албания, 1954)
- Ордена и медали иностранных государств
- Премия Мэрии Москвы в области литературы и искусства[22]
- Приз «Золотой диск» фирмы «Мелодия»
- Почётный гражданин Курска (1982)
- Почётный гражданин Москвы (1997) — в связи с празднованием 850-летия основания города Москвы, за выдающиеся заслуги перед городом и гражданами Москвы[23]
- Почётный доктор СПбГУП (1996)

## Сочинения
Вокальные произведения (оратории, кантаты, хоры)
- 6 романсов на слова А. С. Пушкина («Роняет лес багряный[25] свой убор», «Зимняя дорога», «К няне», «Зимний вечер», «Предчувствие», «Подъезжая под Ижоры») (1935)
- 7 романсов на слова М. Ю. Лермонтова (1938)
- Музыкальная комедия «Настоящий жених» (1939)
- 3 романса на стихи А. А. Блока (1941)
- «Песни странника», вокальный цикл для баритона и фортепиано на стихи Ван Вэя, Бо Цзюйи и Хэ Чжичжана (1941—1942)
- Музыкальная комедия «Раскинулось море широко» (1943)
- Вокальный цикл «Страна отцов» для тенора, баса и фортепиано на стихи А. С. Исаакяна, состоит из 11 романсов («Был бы у меня баштан», «В дальний путь»[26], «Долина Сално», «Дым отечества», «Моей матери» и др.) (1950)
- Музыкальная комедия «Огоньки» (1951)
- Оратория «Декабристы» на слова А. С. Пушкина и поэтов-декабристов (1954—1955, не окончена)
- Романсы для голоса и фортепиано на стихи Р. Бёрнса в переводах С. Я. Маршака (1955)
- Вокально-симфоническая поэма «Памяти С. А. Есенина» (1956)
- Вокальный цикл для тенора, баритона и фортепиано «У меня отец крестьянин» на стихи С. А. Есенина (1957)
- 5 хоров для смешанного хора без сопровождения (1958)
- «Слободская лирика». Семь песен на слова А. Прокофьева и М. Исаковского (1958)
- «Патетическая оратория» на слова В. В. Маяковского (1959)
- «Мы не верим!» для голоса, хора и оркестра на слова В. В. Маяковского (1960)
- Вокальный цикл (поэма) «Петербургские песни» для четырёх певцов-солистов, фортепиано, скрипки и виолончели на стихи А. А. Блока (1961—1963, исп. 1969)[27]
- «Курские песни» для смешанного хора и оркестра, слова народные (1964)
- Маленькая кантата для хора и оркестра «Деревянная Русь» на стихи С. А. Есенина (1964)
- Маленькая кантата для хора и оркестра «Снег идёт» на стихи Б. Л. Пастернака (1965)
- Маленькая кантата для хора и оркестра «Грустные песни» на стихи А. А. Блока (1965)
- Романс «Эти бедные селенья» для голоса, фортепиано и гобоя на слова Ф. И. Тютчева (1965)
- «Весенняя кантата» для хора и оркестра на слова Н. А. Некрасова (1972)
- Хоровой концерт «Памяти А. А. Юрлова» для смешанного хора, поющего без слов (1973)
- Кантата «Ода Ленину» на слова Р. И. Рождественского для чтеца, хора и оркестра (1976)
- Отчалившая Русь. Поэма на слова С. А. Есенина, для баритона и фортепиано (1977)
- Гимны Родины для хора (1978)
- 25 хоралов для баса и фортепиано (1939—1979)
- «Пушкинский венок» для хора (1979)
- «Ночные облака», кантата на слова А. А. Блока для смешанного хора a cappella (1979)
- 10 романсов на слова А. А. Блока (1972—1980)
- «Ладога», поэма для хора на слова A. Прокофьева (1980)
- «Песни безвременья», концерт для хора a cappella на слова А. А. Блока (1980—1981)
- «Петербург» на слова А. А. Блока, вокальная поэма (1995)
- «Песнопения и молитвы» (для хора без сопровождения) (1994)[28]
- Вокальный цикл «Смоленский рожок» (слова разных советских поэтов, разные годы)
- Музыка к драматическим спектаклям: «Русские люди» К. М. Симонова (1942, Ленинградский театр драмы им. А. Пушкина, Новосибирск), «Отелло» У. Шекспира (1944, там же) и другие.

Инструментальные произведения
- 7 маленьких пьес для фортепиано (1934—1935)
- Концерт № 1 для фортепиано с оркестром (1937)
- Камерная симфония для струнного оркестра (1940)
- Соната для скрипки и фортепиано (1941, черновые наброски)
- Концерт № 2 для фортепиано с оркестром (1942, сохранился не полностью либо не завершён)
- Соната для фортепиано. Памяти И. И. Соллертинского (1944)
- Квинтет для двух скрипок, альта, виолончели и фортепиано (1944, 2-я ред. 1944—1945)
- Трио для скрипки, виолончели и фортепиано (1945, 2-я ред. 1955)
- Двенадцать пьес для фортепиано (Партита, 1946)
- Семь пьес для фортепиано (Партита фа минор, 1957)
- Альбом пьес для детей. Для фортепиано (1957)
- Музыка для камерного оркестра (оркестровая версия Квинтета для фортепиано и струнных, 1964)
- «Маленький триптих». Для симфонического оркестра (1964)
- Сюита «Время, вперёд!» (1965) музыка к одноимённому кинофильму М. Швейцера — тема заставки программы «Время» (аранж. С. С. Чекрыжова, 1996 и О. В. Литвишко, 2000)
- Музыка к памятнику павшим на Курской дуге (1973)
- Музыкальные иллюстрации к повести А. С. Пушкина «Метель» (1974; первая публикация 1978)
- Симфония ми минор (1936—1937; первое исполнение — 23.09.2016)[29]

## Фильмография
Георгий Свиридов — автор музыки к фильмам. Кроме того, композитор некоторое время входил в съёмочную группу «Золотого телёнка»: он создал три оркестровых фрагмента («Автопробег», «Остап Бендер» и «Паниковский»), после чего сотрудничество композитора и М. Швейцера по каким-то причинам прервалось, и режиссёр обратился к Г. Фиртичу, который и значится в титрах как автор музыки. Однако, согласно исследованиям кандидата искусствоведения А. Белоненко, в фильме звучит ещё и музыка Г. Свиридова: тема автопробега принадлежит именно ему.
- 1939 — Поднятая целина
- 1940 — Веселей нас нет
- 1940 — Обыкновенное дело (короткометражный)
- 1951 — Пржевальский
- 1952 — Римский-Корсаков
- 1953 — Великий воин Албании Скандербег
- 1956 — Полюшко-поле
- 1957 — Дон Сезар де Базан (фильм-спектакль)
- 1960 — Воскресение
- 1964 — Русский лес
- 1964 — Метель
- 1965 — Время, вперёд!
- 1968 — Огоньки (фильм-спектакль)
- 1970-е — Патетическая оратория (фильм-спектакль)
- 1975 — Доверие
- 1981 — Это было за Нарвской заставой
- 1981 — Царь Фёдор Иоаннович (фильм-спектакль Малого театра)
- 1982 — Красные колокола. Фильм 2. Я видел рождение нового мира
- 1983 — Года моей весны (документальный)
- 1983 — Метелица (фильм-спектакль)
- 1994 — Царь Борис (фильм-спектакль)
- 1998 — Царь Иоанн Грозный (фильм-спектакль)
- 2006 — Поэт Николай Рубцов (документальный) (используемая музыка)
- 2009 — Царь Иоанн Грозный (фильм-спектакль)

### Участие в фильмах
- 1960 — Вдохновенное искусство (документальный)
- 1973 — Композитор Свиридов (документальный)
- 1996 — Время Свиридова (документальный)

### Архивные кадры
- 2009 — Синее море…белый пароход…Валерия Гаврилина (документальный)

## Литературные произведения
- Свиридов Г. В. Музыка как судьба / Сост., авт предисл. и коммент. А. С. Белоненко. — М.: Молодая гвардия, 2002. — 798 с. ISBN 5-235-02440-0. (2-е издание — М., 2017)

## Память

Памятник Георгию Свиридову в Курске

- 23 сентября 2005 года в Курске был открыт первый памятник композитору, на котором высечены его слова: «Воспеть Русь, где Господь дал и велел мне жить, радоваться и мучиться»[32][33].
- В родном городе композитора Фатеже 16 декабря 2005 года был открыт мемориальный музей композитора[34][35].
- Общественное движение «Россия Православная» учредило памятную медаль «Наше наследие» имени Георгия Васильевича Свиридова[36] для награждения за достижения в области музыкального искусства, творческую деятельность, направленную на поддержку и развитие отечественной культуры.
- Астроном Крымской астрофизической обсерватории Л. Г. Карачкина назвала открытый 14 октября 1982 года астероид N 4075 в честь Г. В. Свиридова 4075 Sviridov[37]. Астероид N 5093, открытый в ту же ночь, был назван ею 5093 Svirelia в честь жены композитора Эльзы Густавовны Свиридовой-Клазер (1925—1998)[38].
- Имя «Георгий Свиридов» носит Airbus A320 Аэрофлота (б/н VP-BDK)[39].
- C 2001 года в Курске один раз в три года проводится Всероссийский конкурс вокальной музыки имени Г. В. Свиридова.
- C 2005 года раз в два года проводится Международный конкурс юношеского исполнительского искусства имени Г. В. Свиридова. В конкурсе участвуют представители возрастных категорий от 10 лет до 21 года. Номинации конкурса для солистов и ансамблей: фортепиано, скрипка, виолончель, фортепианный дуэт, камерный ансамбль с участием фортепиано (дуэты, трио, квартеты, квинтеты)[40].
- В 2005 году, в Санкт-Петербурге, на территории Гуманитарного университета профсоюзов, на аллее Почётных докторов открыт бронзовый бюст композитора. Скульптор А. Чаркин.
- На домах, где жил композитор, в Москве[41] и Курске[42] открыты мемориальные доски.
- Национальный Свиридовский фонд и Свиридовский институт возглавляет сын сестры композитора, кандидат искусствоведения, заслуженный деятель искусств России Александр Сергеевич Белоненко[43].
- Имя Г. Свиридова присвоено библиотеке села Береговое в Крыму.
- Считается, что в главной музыкальной теме серии игр Metal Gear использовалась мелодия из пьес «Тройка» и «Зимняя дорога» из сюиты «Музыкальные иллюстрации к повести А. С. Пушкина „Метель“»[44][45].

### Музыкальные школы
- Московской детской музыкальной школе на северо-востоке столицы присвоено имя композитора в 1999 году[46].
- В Екатеринбурге детская школа искусств № 14 носит имя Г. В. Свиридова с 2011 года[47].
- Детская школа искусств в Выборгском районе Санкт-Петербурга получила имя композитора в 1999 году[48].

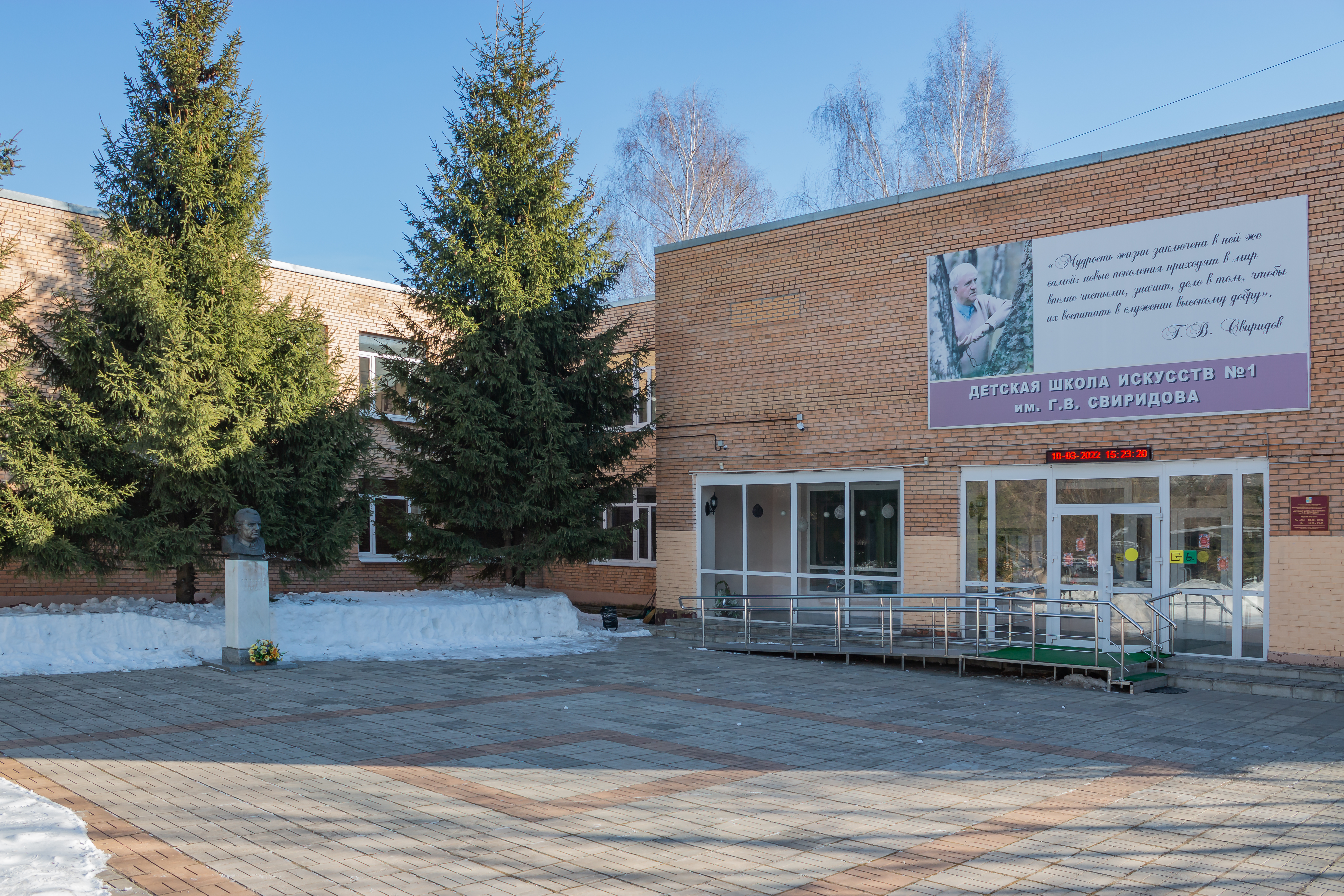
Детская школа искусств имени Г. В. Свиридова, Балашиха

- В подмосковной Балашихе школе искусств № 1 было присвоено имя композитора в 1999 году[49].
- В Тольятти Детской школе искусств было присвоено имя Г. В. Свиридова в 2006 году[50].
- В Петрозаводске детская музыкальная школа № 3 носит имя композитора с 2001 года[51].
- Бердская детская музыкальная школа носит имя Г. В. Свиридова в 2010 году[52].
- В Курске в 1998 году его именем названа музыкальная школа (ныне Детская школа искусств № 1 им. Г. В. Свиридова), в которой учился композитор[53].
- Серовская детская музыкальная школа носит имя Г. В. Свиридова с 2002 года[54].
- Детская музыкальная школа № 1 города Кропоткина носит имя композитора[55].
- Детской школе искусств № 6 Ростова-на-Дону присвоено имя Г. В. Свиридова в 2002 году[56].
- 26 июля 2006 года Детской школе искусств № 3 Брянска присвоено имя композитора[57].
- Губкинская детская школа искусств (Ямало-Ненецкий автономный округ) получила имя Г. В. Свиридова в апреле 2014 года[58].
- Николаевской детской музыкальной школе (Волгоградская область) имя композитора присвоено в декабре 2005 года[59].

В 2002 году была создана Ассоциация детских школ искусств и детских музыкальных школ, носящих имя композитора. В Ассоциацию на конец 2018 года входит 13 школ.

## В цитатах
Меня спрашивают: какой я? Я русский человек! И дело с концом. Что ещё можно сказать?
Я не россиянин. Потому что россиянином может быть и папуас. И прекрасно он может жить в России. На здоровье, пусть живёт. Но русский человек — это русский человек. Во мне течет русская кровь. Я не считаю, что я лучше других, более замечательный. Но вот я такой, как есть — русский человек. И этим горжусь. Я призываю вас с высоты своего возраста (и не сердитесь на меня, что я так говорю): надо гордиться, что мы — русские люди!
— Георгий Васильевич Свиридов. 4 февраля 1997 года

Есть такая несколько болезненная страстишка — сравнивать знаменитых людей с чем-нибудь огромным — с Гималаями, с Тихим океаном, с Барабинской степью. И даже если эти ходячие Гималаи на деле не выше поленницы, а вся степь — полчаса езды на сусликах, мания возвеличивания остаётся. Мне хочется сравнить Свиридова с чем-то очень простым и удивительным. Пусть он будет у меня — не океан, куда впадают реки с громкими именами. Пусть он будет лесной ручей, питаемый безвестными подземными ключами. И если какой-нибудь усталый путник, случайный прохожий набредёт на него, ручей доставит жаждущему нечаянную радость и напоит его влагой, какую он не будет пить ни в каком другом месте… Не знаю, имеет ли это мировое значение…
— Валерий Гаврилин